# Djalma Alves Bessa
Djalma Alves Bessa (Xique-Xique, 8 de outubro de 1923 — Brasília, 14 de fevereiro de 2013) foi um advogado, professor, promotor público e político brasileiro que com atuação no estado da Bahia onde foi deputado estadual, deputado federal e senador.

## Biografia
Filho de Luís Alves Bessa e Adalgisa de Souza Bessa. No ano de 1948 foi graduado em Ciências Jurídicas e Sociais pela Faculdade de Direito da Universidade do Recife e em Geografia e História junto à Faculdade Manoel da Nóbrega. Promotor de justiça na Bahia e professor do Centro de Ensino Unificado de Brasília, assessorou a Casa Civil da Presidência da República e a presidência da Câmara dos Deputados. 
Estreou na política ao ser eleito suplente de deputado estadual pelo PTB em 1954 sendo efetivado posteriormente e reeleito pelo PSD em 1958 e 1962 e pela ARENA em 1966. Deputado federal em 1970, 1974, 1978 e 1982, presidiu o diretório regional arenista e migrou para o PDS após o retorno do sistema pluripartidário determinada pela reforma político-eleitoral do governo João Figueiredo. 
Em 1994 foi eleito suplente de senador pelo PFL exercendo o mandato no período em que Waldeck Ornelas foi Ministro da Previdência Social (1998-2001) no governo Fernando Henrique Cardoso.